# Дрвеник-Мали
Дрвеник-Мали (хорв. Drvenik Mali) — остров в Хорватии, в жупании Сплит-Далмация. Расположен в центральной Далмации, приблизительно в 2 км от материкового побережья.

## География
Дрвеник-Мали находится к западу от острова Дрвеник-Велики, ширина пролива Дрвеничка-врата между ними около 2 км.
Площадь острова — 3,3 км², береговая линия — 11,8 км. Высшая точка острова, холм Главица, имеет высоту 79 метров над уровнем моря.

## Население
Постоянное население насчитывает 54 человека по переписи 2001 года. Население проживает в нескольких хуторах, как на побережье, так и в глубине острова. На восточном берегу острова есть пристань, которая связана со Сплитом и Дрвеником-Велики паромным сообщением. Население занято в сельском хозяйстве, рыболовстве и туриндустрии.